# إيزابيل توماس
إيزابيل توماس (بالفرنسية: Isabelle Thomas) (و. 1961  م) هي سياسية فرنسية، الحزب الاشتراكي.

## مناصب
تولت منصب عضو في البرلمان الأوروبي (منذ 1 يوليو 2014)
- عضو في البرلمان الأوروبي (16 مايو 2012–30 يونيو 2014)[1]
- عضو مجلس جهوي.

## التعليم
تعلمت في جامعة السوربون باريس شمال ‏.